# Mini Paceman
Der Mini Paceman (Mini Baureihe R61) ist ein SUV-Coupé im Kleinwagensegment des Autoherstellers Mini, einer britischen Tochtergesellschaft des deutschen BMW-Konzerns. Der Paceman wurde erstmals 2012 auf der Pariser Autosalon vorgestellt und nur als Dreitürer angeboten. Bereits 2011 wurde der Öffentlichkeit auf der North American International Auto Show das Konzeptfahrzeug Mini Paceman präsentiert. Hergestellt wurde er wie der Countryman, auf dem er basiert, bei Magna Steyr in Graz. Ende 2016 nahm Mini den Paceman vom Markt, im Gegensatz zur ersten Generation des Countryman erhielt der Paceman keinen Nachfolger.

## Technik
Der Mini Paceman ist etwas über 4,10 Meter lang, 1,79 Meter breit und 1,52 Meter hoch, der Radstand beträgt etwa 2,60 Meter. Die Karosserie liegt einen Zentimeter niedriger als beim viertürigen Countryman. Auch das Fahrwerk mit MacPherson-Vorderachse und einer Fünflenker-Hinterachse in Aluminium-Bauweise sowie die elektromechanische Servolenkung entsprechen dem Viertürer, wurden aber anders abgestimmt. Die Motorleistungen reichen von 82 bis 160 kW (122 bis 218 PS).

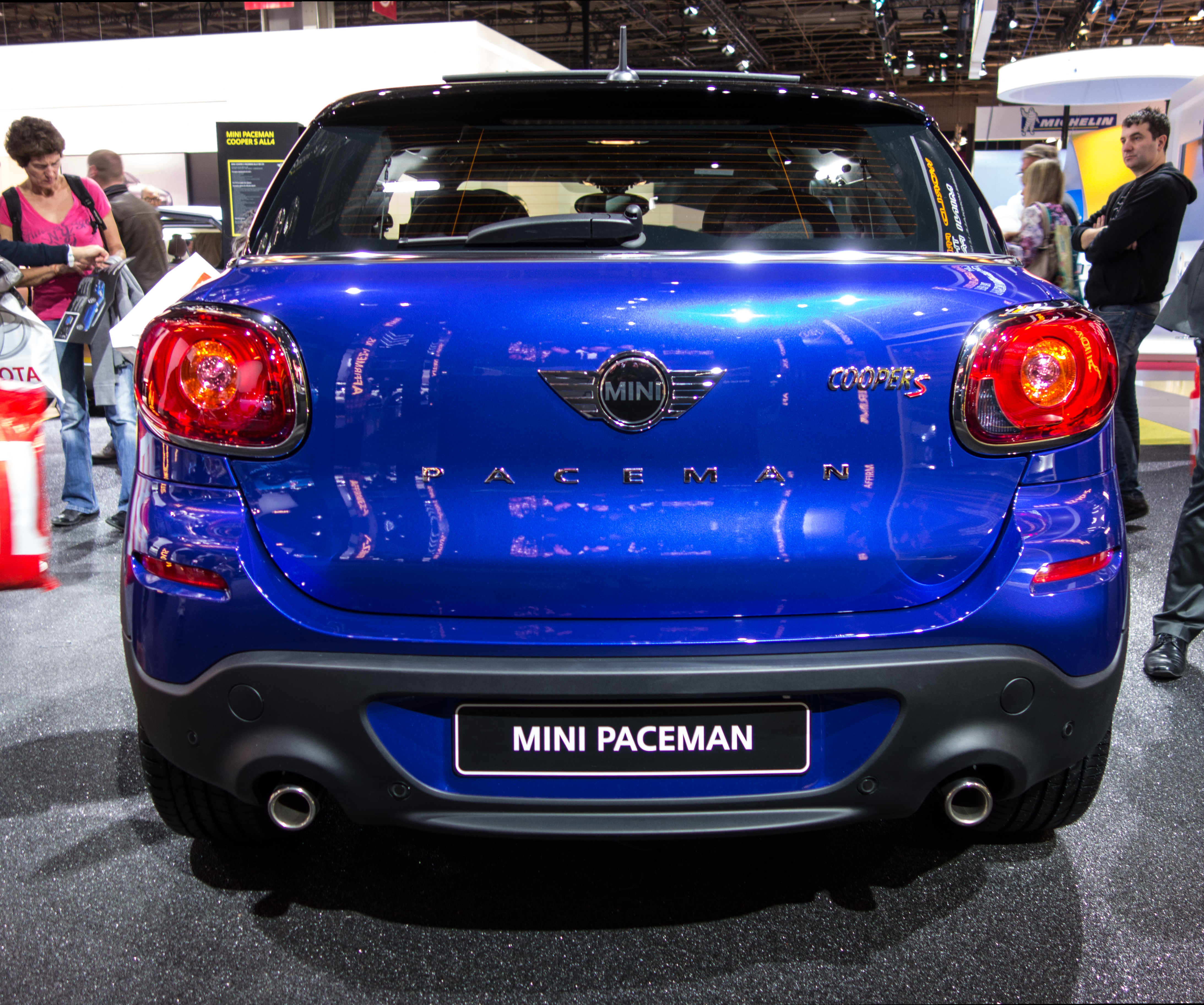
Heck Cooper S Paceman
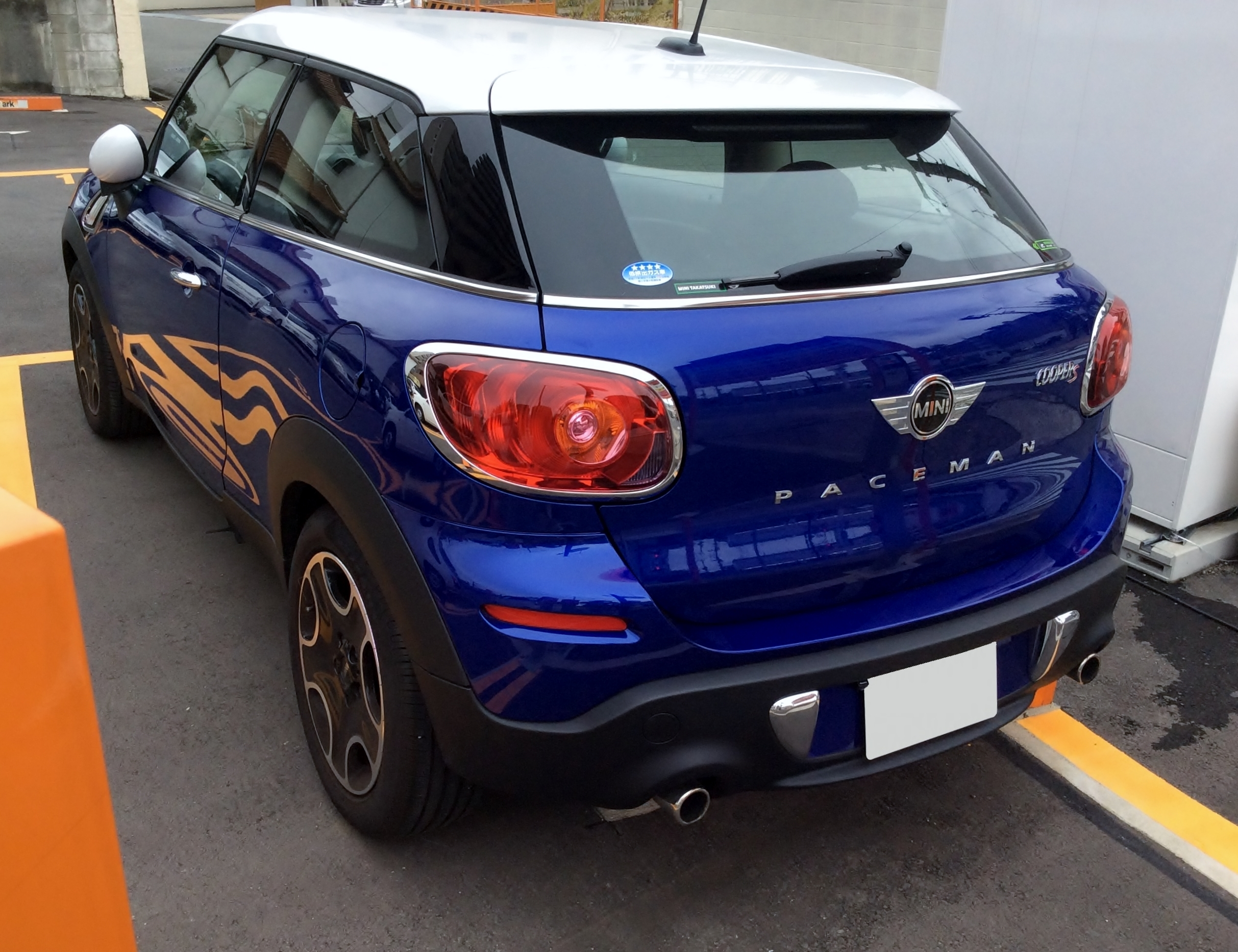
Heck des Facelift Cooper S Paceman
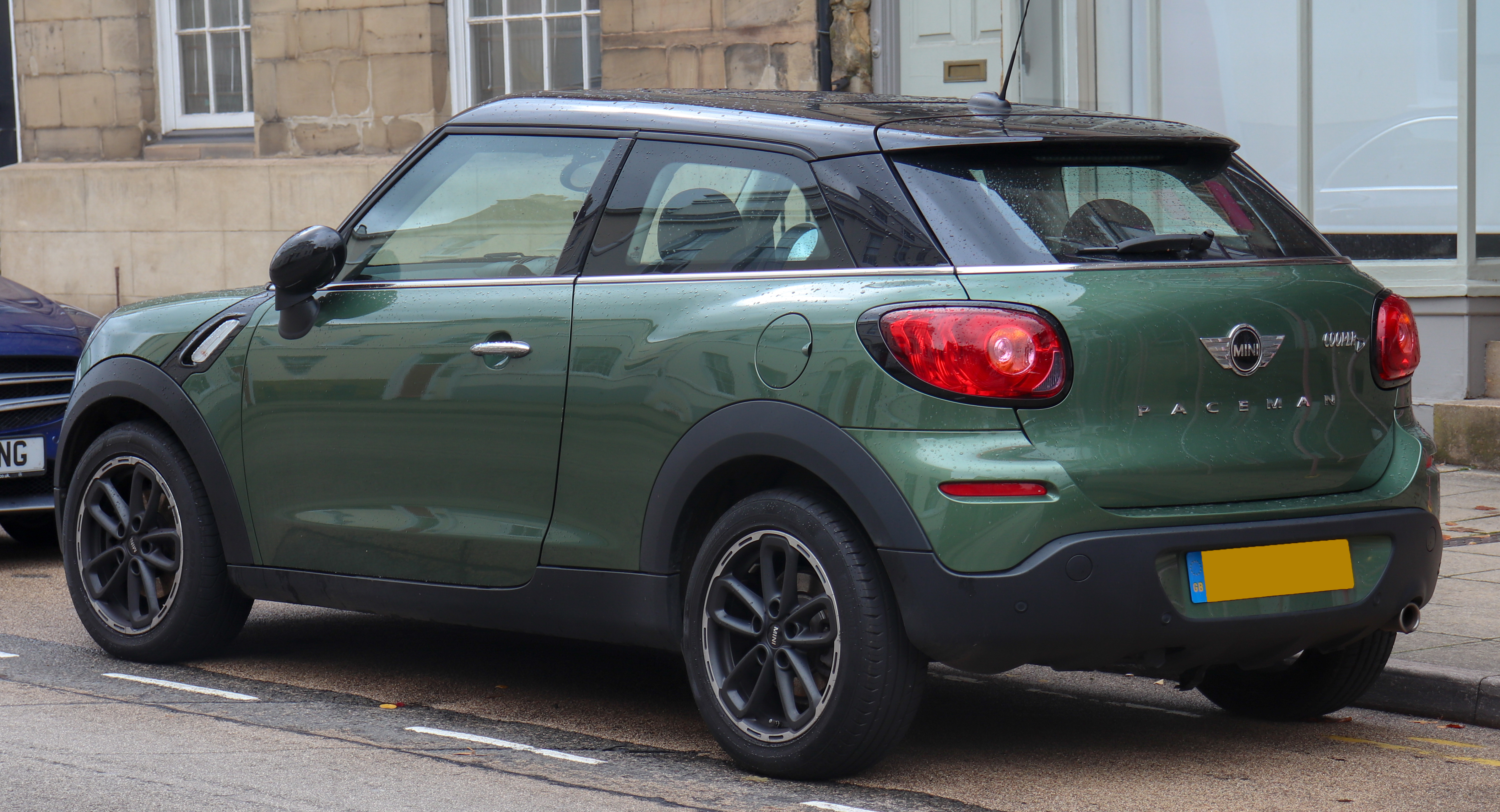
Heck des Facelift Cooper D

In der Version Cooper S hat er einen Vierzylinder-Ottomotor mit Turboaufladung, der eine Nennleistung von 135 kW (184 PS) sowie im Overboost ein maximales Drehmoment von 260 Newtonmeter bereitstellt. Die Höchstgeschwindigkeit liegt bei 217 km/h. Der Paceman wurde auch mit einem elektronisch geregelten Allradantrieb (All4) angeboten.
Die Innenausstattung ist ebenfalls der des Countryman ähnlich. Allerdings bietet die Rückbank durch Einzelsitze hinten nur zwei Personen Platz. Im Vergleich zum Countryman fällt auch die Höhe des Innenraums geringer aus, auch der Kofferraum mit einem Volumen von 330 bis maximal 1080 Liter ist 20 Liter kleiner. Der Tank fasst 47 Liter.
Im Rahmen einer Modellpflege 2014 wurden alle Motoren an die Abgasnorm Euro 6b angepasst, der Cooper S wurde 4 kW (6 PS) stärker. Daneben gab es auch kleine optische Änderungen.
Der Paceman kostete nach der Modellpflege in der Grundausstattung 23.900 Euro, der John Cooper Works Paceman ab 36.050 Euro (Stand 2015).

### John Cooper Works Paceman
Der John Cooper Works (JCW) stellt mit 160 kW (218 PS) die stärkste Variante des SUV-Coupés dar. Er war 1150 Euro höher bepreist als der gleich starke Mini Countryman. Das Automobil beschleunigt in 6,8 Sekunden von 0 auf 100 km/h. Durch Betätigung einer Sporttaste kann das Fahrzeuggeräusch erhöht werden.

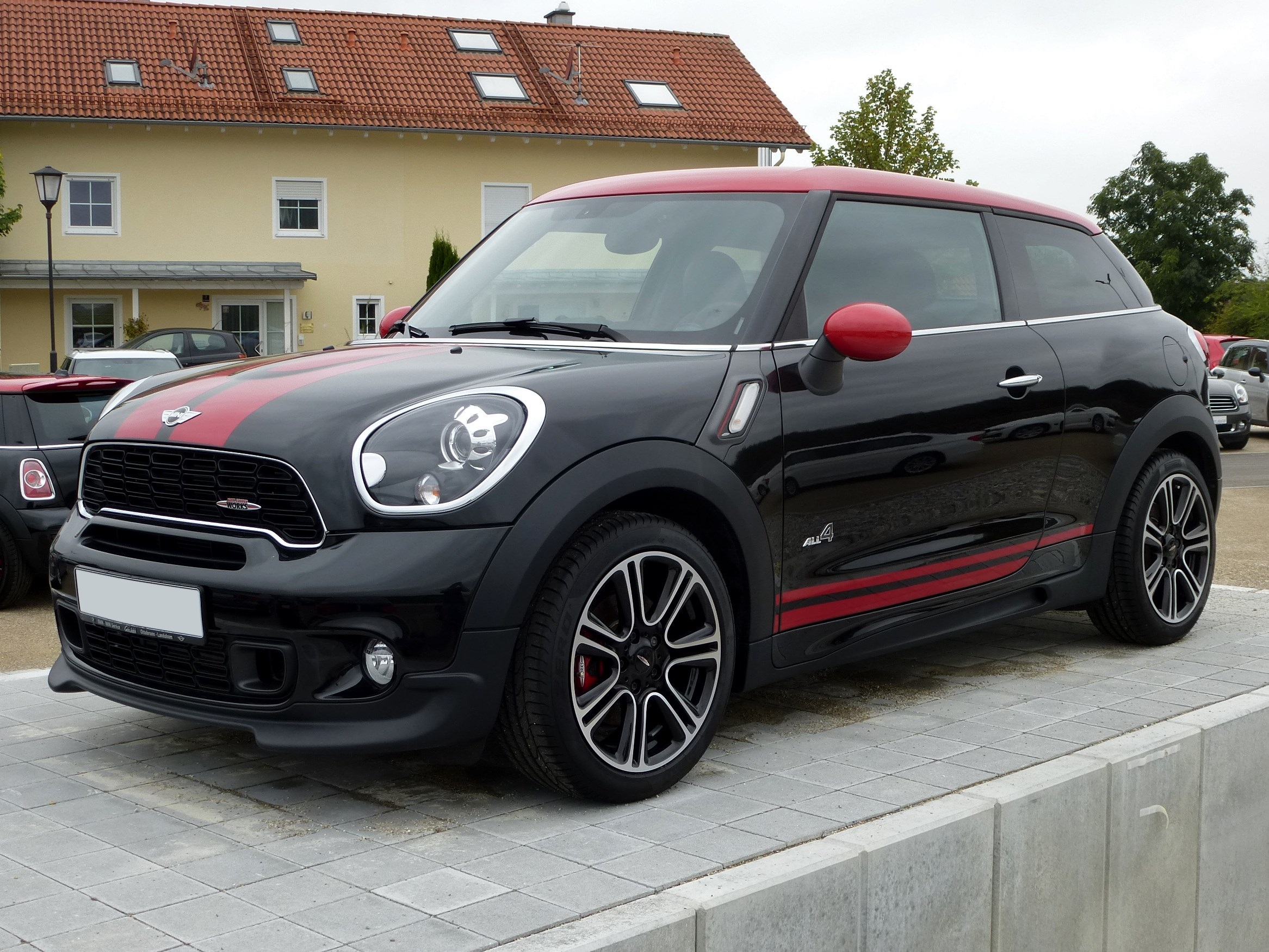
Mini John Cooper Works Paceman
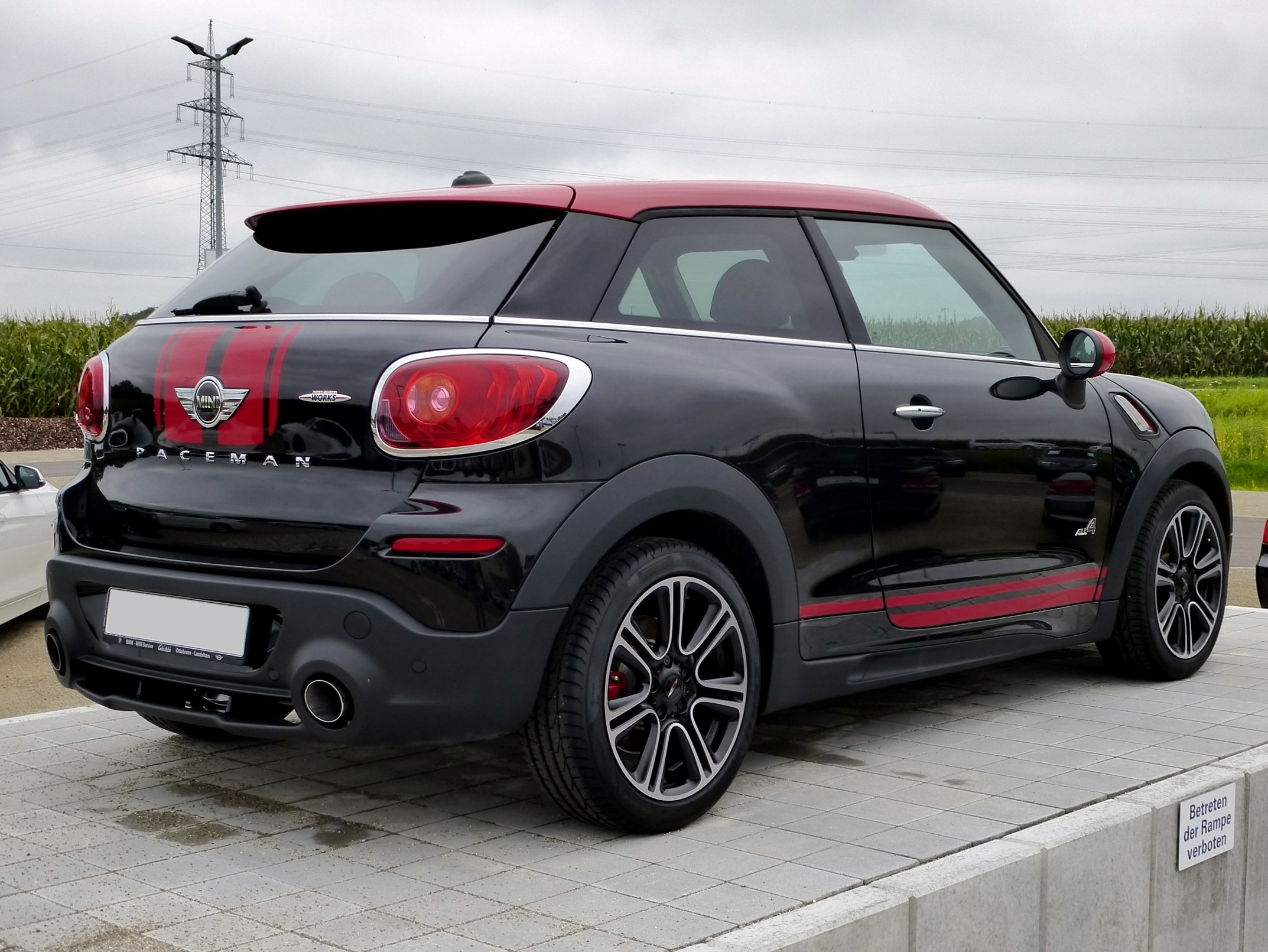
Heckansicht

## Absatz
Im Jahr 2013 wurden weltweit 14.687 Exemplare des Paceman verkauft, 2014 waren es 15.567 Fahrzeuge. Den im Jahr 2015 verkauften 8.247 Paceman standen über 80.000, 2014 sogar über 106.900 Countryman gegenüber.

## Technische Daten
| Modell                           | Cooper                                 | Cooper ALL4                            | Cooper S                                                               | Cooper S ALL4                                                          | Cooper S                                                               | Cooper S ALL4                                                          | JCW                                                                    | Cooper D                                                                       | Cooper D All4                                                                  | Cooper SD                                                                      | Cooper SD All4                                                                 |
| -------------------------------- | -------------------------------------- | -------------------------------------- | ---------------------------------------------------------------------- | ---------------------------------------------------------------------- | ---------------------------------------------------------------------- | ---------------------------------------------------------------------- | ---------------------------------------------------------------------- | ------------------------------------------------------------------------------ | ------------------------------------------------------------------------------ | ------------------------------------------------------------------------------ | ------------------------------------------------------------------------------ |
| Bauzeit                          | 03/2013–11/2016                        | 03/2013–11/2016                        | 03/2013–07/2014                                                        | 03/2013–07/2014                                                        | 07/2014–11/2016                                                        | 07/2014–11/2016                                                        | 03/2013–11/2016                                                        | 03/2013–11/2016                                                                | 03/2013–11/2016                                                                | 03/2013–11/2016                                                                | 03/2013–11/2016                                                                |
| Motorart                         | Vierzylinder-Ottomotor in Reihenbauart | Vierzylinder-Ottomotor in Reihenbauart | Vierzylinder-Ottomotor in Reihenbauart, Direkteinspritzung, Turbolader | Vierzylinder-Ottomotor in Reihenbauart, Direkteinspritzung, Turbolader | Vierzylinder-Ottomotor in Reihenbauart, Direkteinspritzung, Turbolader | Vierzylinder-Ottomotor in Reihenbauart, Direkteinspritzung, Turbolader | Vierzylinder-Ottomotor in Reihenbauart, Direkteinspritzung, Turbolader | Vierzylinder-Dieselmotor in Reihenbauart, Common-Rail-Einspritzung, Turbolader | Vierzylinder-Dieselmotor in Reihenbauart, Common-Rail-Einspritzung, Turbolader | Vierzylinder-Dieselmotor in Reihenbauart, Common-Rail-Einspritzung, Turbolader | Vierzylinder-Dieselmotor in Reihenbauart, Common-Rail-Einspritzung, Turbolader |
| Hubraum (cm³)                    | 1598                                   | 1598                                   | 1598                                                                   | 1598                                                                   | 1598                                                                   | 1598                                                                   | 1598                                                                   | 1598 (1995)                                                                    | 1598 (1995)                                                                    | 1995                                                                           | 1995                                                                           |
| Leistung (kW/PS)                 | 90 (122) bei 6000/min                  | 90 (122) bei 6000/min                  | 135 (184) bei 5500–6000/min                                            | 135 (184) bei 5500–6000/min                                            | 140 (190) bei 5500–6500/min                                            | 140 (190) bei 5500–6500/min                                            | 160 (218) bei 6000/min                                                 | 82 (112) bei 4000/min                                                          | 82 (112) bei 4000/min                                                          | 105 (143) bei 4000/min                                                         | 105 (143) bei 4000/min                                                         |
| Drehmoment (Nm)                  | 160 bei 4250/min                       | 160 bei 4250/min                       | 240 bei 1600–5000/min 260 bei 1700–4500/min (1)                        | 240 bei 1600–5000/min 260 bei 1700–4500/min (1)                        | 240 bei 1600–5000/min 260 bei 1700–4500/min (1)                        | 240 bei 1600–5000/min 260 bei 1700–4500/min (1)                        | 280 bei 1850–5600/min 300 bei 2100–4500/min (1)                        | 270 bei 1750–2250/min                                                          | 270 bei 1750–2250/min                                                          | 305 bei 1750–2700/min                                                          | 305 bei 1750–2700/min                                                          |
| Höchstgeschwindigkeit (km/h)     | 192 (184)                              | 185 (183)                              | 217 (212)                                                              | 212 (207)                                                              | 220 (216)                                                              | 217 (215)                                                              | 226–229 (224–226)                                                      | 187 (182)                                                                      | 182 (177)                                                                      | 200 (197)                                                                      | 197 (195)                                                                      |
| Beschleunigung 0–100 km/h (s)    | 10,4 (11,5)                            | 11,5 (11,6)                            | 7,5 (7,8)                                                              | 7,8 (8,2)                                                              | 7,4 (7,7)                                                              | 7,6 (8,0)                                                              | 6,8–6,9 (6,8–6,9)                                                      | 10,8 (11,2)                                                                    | 11,5 (11,8)                                                                    | 9,2 (9,4)                                                                      | 9,3 (9,4)                                                                      |
| Getriebe (serienmäßig)           | 6-Gang-Schaltgetriebe                  | 6-Gang-Schaltgetriebe                  | 6-Gang-Schaltgetriebe                                                  | 6-Gang-Schaltgetriebe                                                  | 6-Gang-Schaltgetriebe                                                  | 6-Gang-Schaltgetriebe                                                  | 6-Gang-Schaltgetriebe                                                  | 6-Gang-Schaltgetriebe                                                          | 6-Gang-Schaltgetriebe                                                          | 6-Gang-Schaltgetriebe                                                          | 6-Gang-Schaltgetriebe                                                          |
| Getriebe (optional)              | Automatikgetriebe                      | Automatikgetriebe                      | Automatikgetriebe                                                      | Automatikgetriebe                                                      | Automatikgetriebe                                                      | Automatikgetriebe                                                      | Automatikgetriebe                                                      | Automatikgetriebe                                                              | Automatikgetriebe                                                              | Automatikgetriebe                                                              | Automatikgetriebe                                                              |
| Antriebsart (serienmäßig)        | Frontantrieb                           | Allradantrieb (ALL4)                   | Frontantrieb                                                           | Allradantrieb (ALL4)                                                   | Frontantrieb                                                           | Allradantrieb (ALL4)                                                   | Allradantrieb (ALL4)                                                   | Frontantrieb                                                                   | Allradantrieb (ALL4)                                                           | Frontantrieb                                                                   | Allradantrieb (ALL4)                                                           |
| Verbrauch in l/100 km (ges.)     | 6,0 (7,2)                              | 6,9 (7,5)                              | 6,1 (7,1)                                                              | 6,7 (7,7)                                                              | 6,0 (6,8)                                                              | 6,4 (7,1)                                                              | 7,1–7,4 (7,5–7,9)                                                      | 4,4 (5,6)                                                                      | 4,9 (6,0)                                                                      | 4,6 (5,7)                                                                      | 4,9 (6,1)                                                                      |
| CO2-Emission in g/km             | 140 (168)                              | 160 (175)                              | 143 (166)                                                              | 157 (180)                                                              | 139 (157)                                                              | 148 (165)                                                              | 165–172 (175–184)                                                      | 115 (149)                                                                      | 129 (158)                                                                      | 122 (150)                                                                      | 130 (160)                                                                      |
| Abgasnorm nach EU-Klassifikation | Euro 5 / Euro 6b                       | Euro 5 / Euro 6b                       | Euro 5                                                                 | Euro 5                                                                 | Euro 6b                                                                | Euro 6b                                                                | Euro 5 / Euro 6b                                                       | Euro 5 / Euro 6b                                                               | Euro 5 / Euro 6b                                                               | Euro 5 / Euro 6b                                                               | Euro 5 / Euro 6b                                                               |

- Euro 6b seit 07/2014
- Werte in Klammern steht für mit Automatik

## Galerie

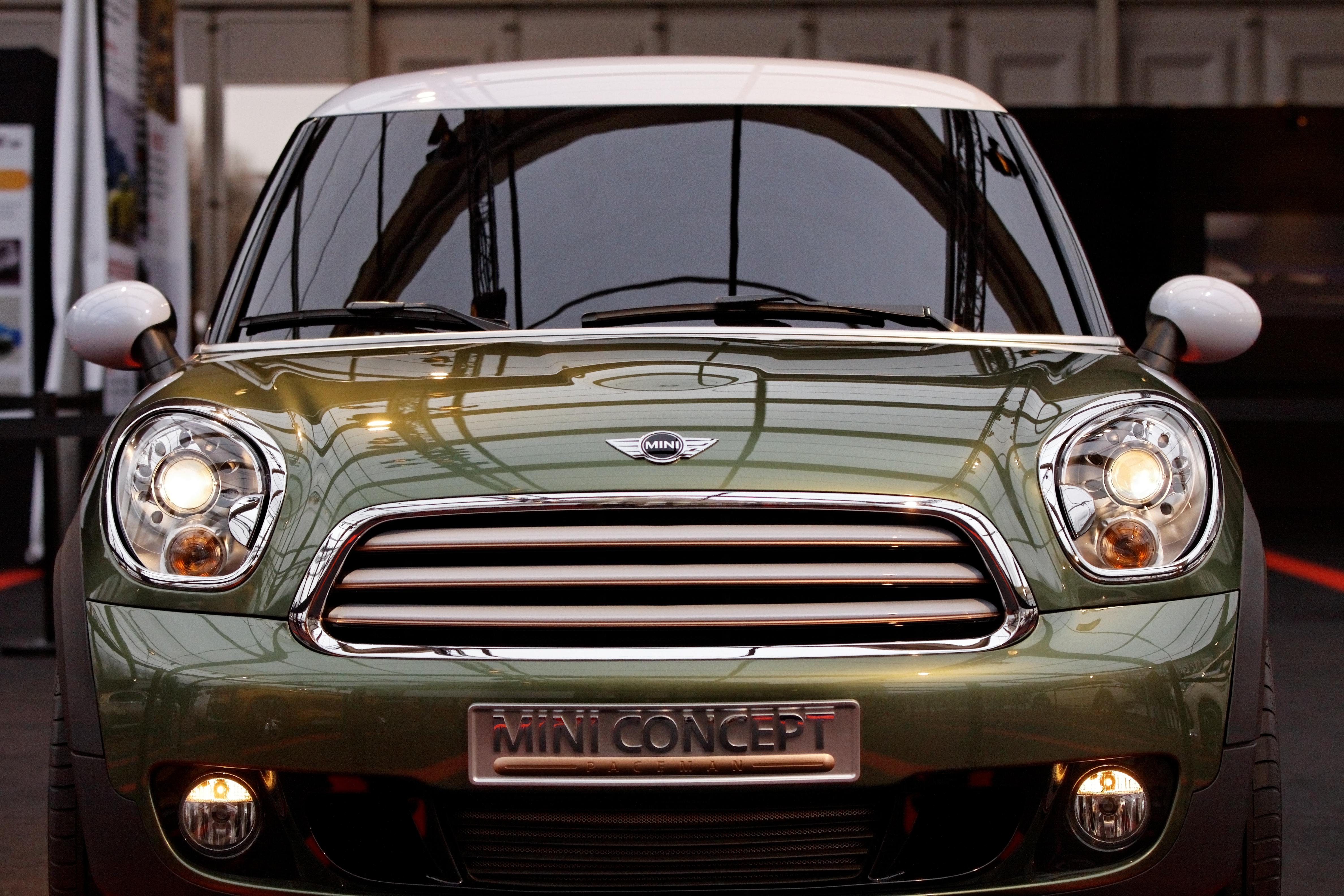
Concept Front
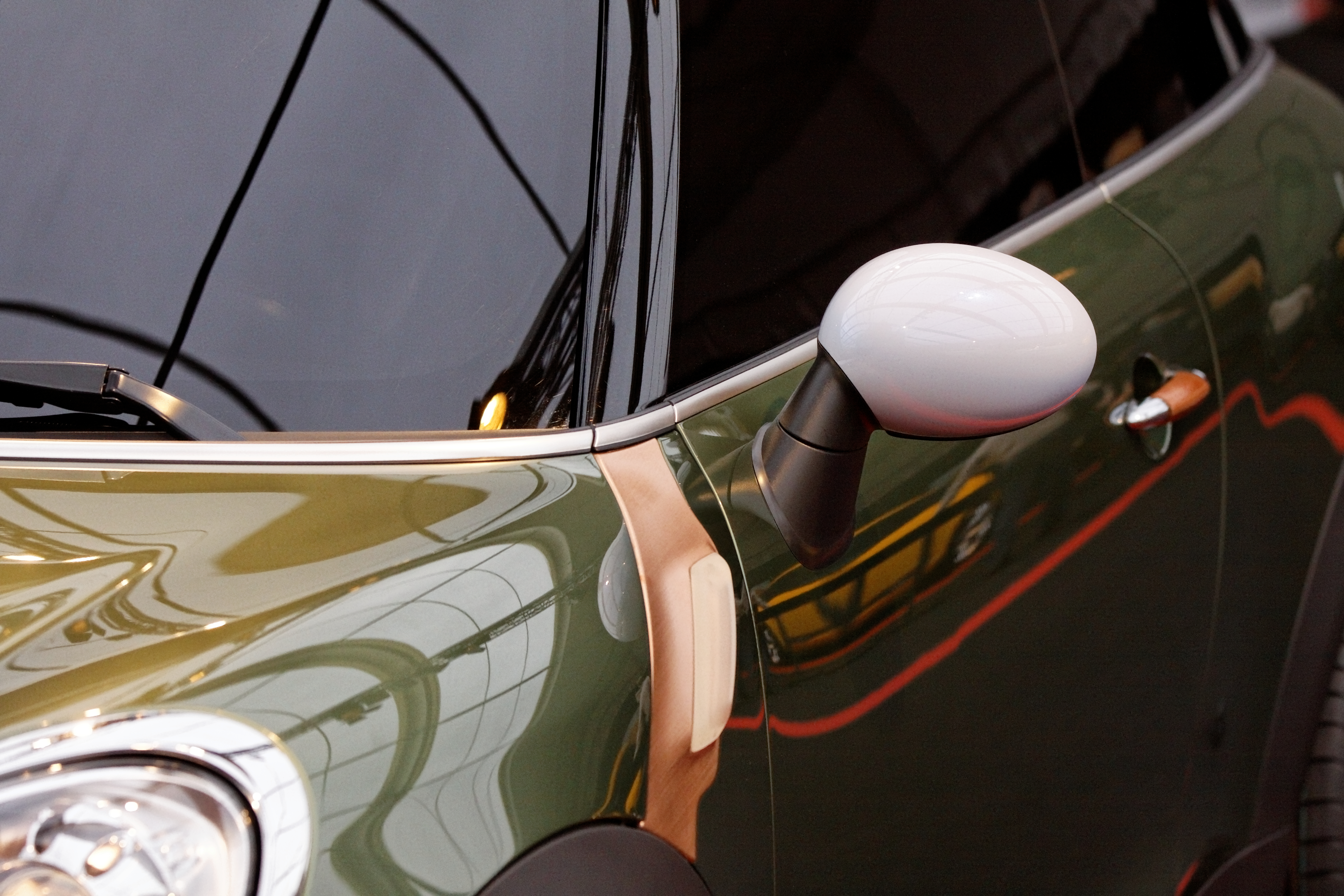
Concept seitlicher Luftauslass
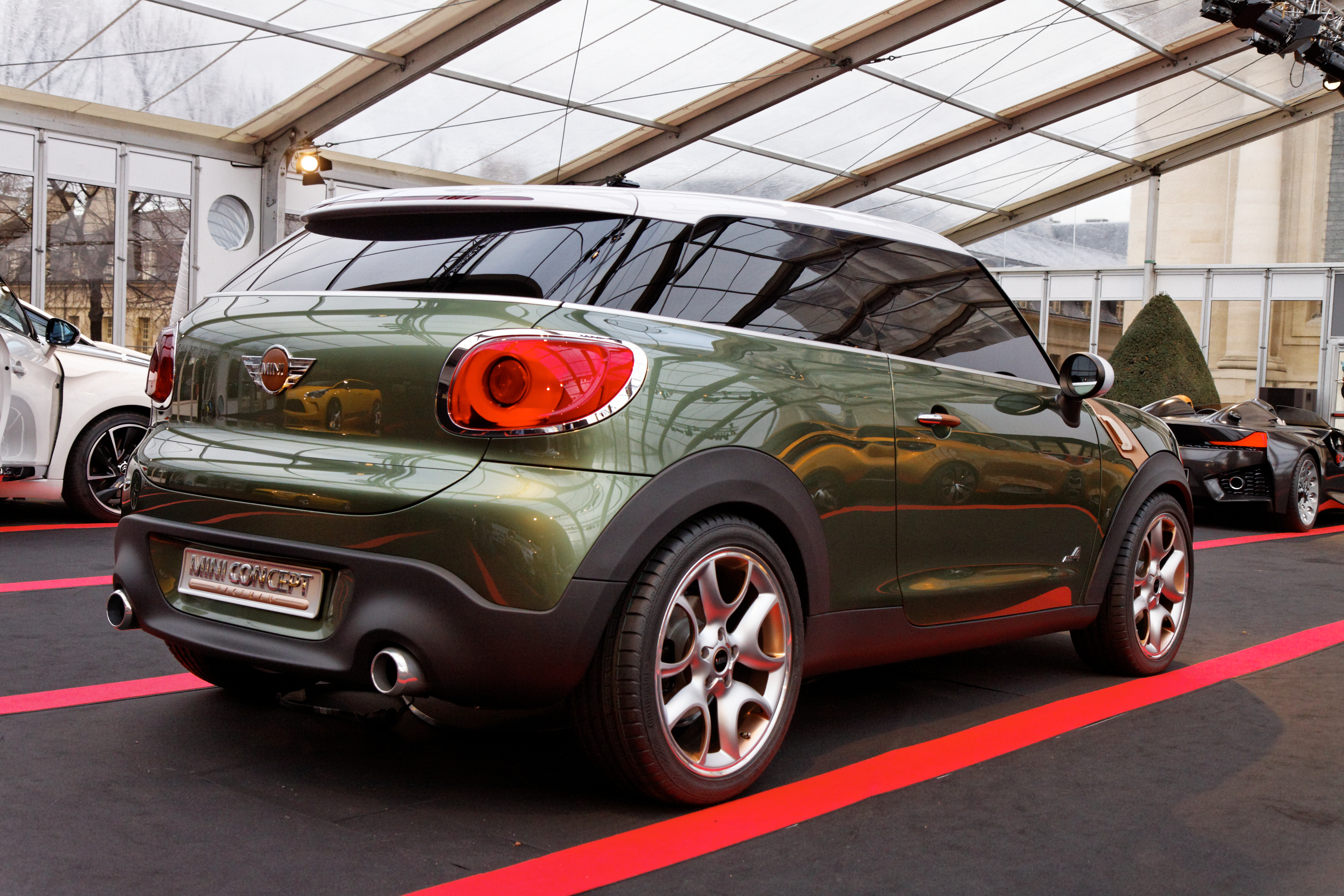
Concept Heck
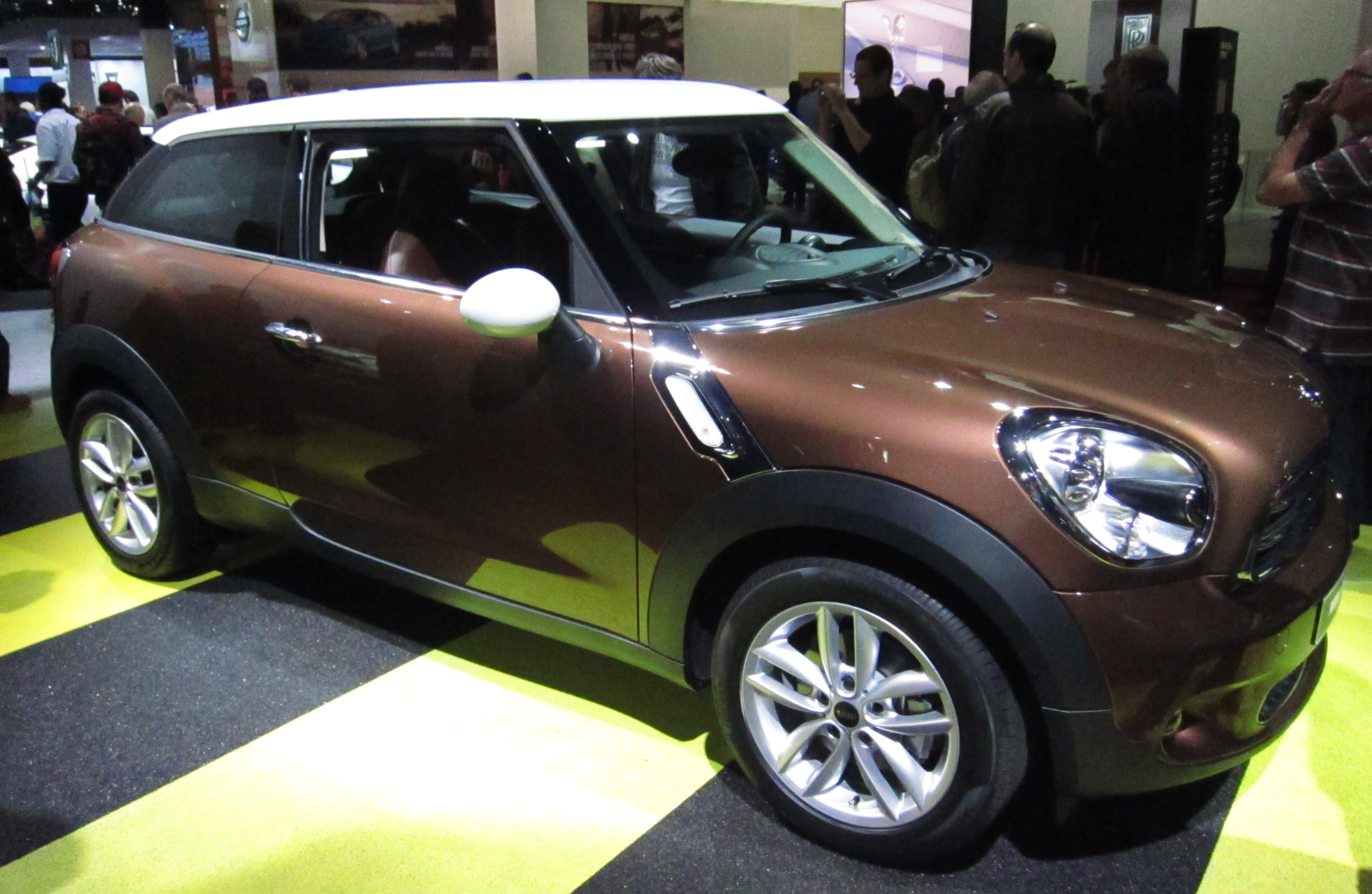
Cooper Front
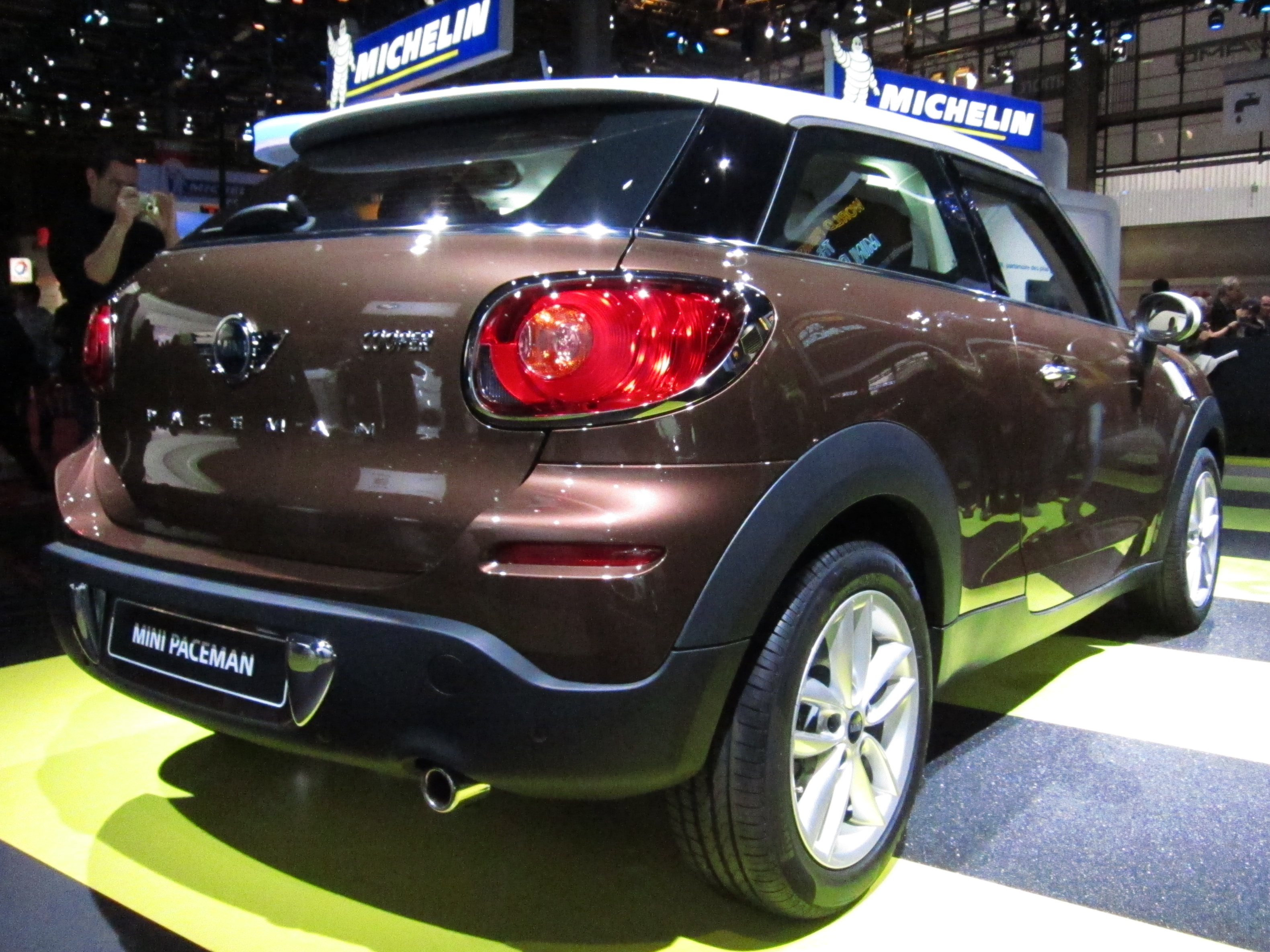
Cooper Heck